# Mhlambanyatsi
Mhlambanyatsi – miasto w Eswatini, w dystrykcie Manzini.